# تارار
تارار (بالفرنسية: Tarrare أو Tarare) (ولد 1772 - توفي 1798). نجم استعراضي وجندي فرنسي، اشتهر بعاداته الغذائية الغريبة؛ فقد كان باستطاعته تناول كميات كبيرة من اللحم، وكان دائماً ما يشعر بالجوع، لذا لم تستطع عائلته تحمل نفقات طعامه المرتفعة فطردته من بيت العائلة عندما كان مراهقاً. تنقل تارار بين مقاطعات فرنسا مع مجموعة من السارقين والعاهرات، قبل أن يصبح عرضه أحد العروض الساخنة لمجموعة من المشعوذين؛ حيث كان يبتلع سدادات الزجاجات، والأحجار، والحيوانات الحية، وثمرات التفاح الكاملة. بعد فترة انتقل تارار لعرض فقرته بشوارع باريس.
عندما اندلعت حرب التحالف الأول، انضم تارار لجيش الثورة الفرنسية، حيث واجه مشكلة وجبات الجيش التي لم تكن لتكفي شهيته، مما اضطره للبحث عن الطعام في القمامة وداخل البالوعات. بمرور الوقت أصيب تارار بإرهاق شديد، أحيل على إثره إلى المشفى، حيث أجريت عليه العديد من التجارب الطبية، لقياس مدى قابليته للطعام. ومن الغرائب التي حدثت أثناء تلك التجارب أن تارار استطاع التهام وجبة، تكفي 15 شخصاً، دفعة واحدة، بالإضافة إلى قدرته على أكل القطط، والثعابين، والسحالي، والجراء، كما استطاع ابتلاع سمكة ثعبان كاملة، بدون مضغ. وبالرغم من عاداته الغذائية الغريبة تلك، كان تارار يبدو وكأنه شخص عادي؛ فحجمه وشكله كانا طبيعيين، كما لم تلحظ عليه أي أمارات خلل عقلي، سوى ما وصف بالتبلد الدائم في الإحساس.
أثناء خدمة تارار العسكرية، لاحظ الفريق ألكسندر دي بوارنيه، قدرات تارار الخارقة تلك، فقرر استغلالها، لصالح الجيش الفرنسي عن طريق توظيفه لابتلاع الوثائق السرية والمرور عبر أراضي الأعداء، ومن ثم استخراجها من برازه فور وصوله بأمان للوجهة التي حددت له. ولسوء حظ تارار، الذي لم يكن يتحدث الألمانية، اشتبهت به القوات البروسية، فقامت بالتنكيل به بشدة وإخضاعه لعملية إعدام خداعية، قبل إرساله إلى الخطوط الفرنسية مرة أخرى.
عوقب تارار بسبب هذه الحادثة، فأعلن استعداده للخضوع لأي عملية من شأنها معالجة شهيته الكبيرة تلك. عولج تارار بأشياء عديدة من ضمنها: صبغة الأفيون، وأقراص التبغ، والخمر، والخل، والبيض نصف المسلوق. وقد باءت كل تلك المحاولات بالفشل في إلزام تارار بنظام غذائي محدد؛ حيث أنه كان يتسلل إلى خارج المشفى ليبحث عن السقط والنفايات في البالوعات، وأكوام القمامة، ومحلات القصابين. كما حاول تارار شرب دم المرضى الآخرين، وأكل جثث الموتى بالمشرحة الملحقة بالمشفى، وعلاوة على ذلك، اتهم تارار بأكل طفل يبلغ من العمر أربعة عشر شهراً، الأمر الذي دفع المشفى لطرده حتى وإن لم تتوفر الأدلة الكافية لإدانته.
اختفى تارار بعد تلك الحادثة لمدة أربعة أعوام، ثم ظهر بمدينة فرساي في مرحلة متأخرة من السل، حيث عانى من نوبة طويلة من الاستسقاء، والإسهال حتى توفي عن عمر يناهز السّادسة والعشرين.

## طفولته وبدايات حياته
ولد تارار بالريف الفرنسي، قرب مدينة ليون، في حدود عام 1772.لا يعرف تاريخ ميلاد تارار الدقيق، لأنه لم يكن مسجلاً، وكذلك لا يعرف إذا ما كان (تارار) اسمه الحقيقي، أم أنه اسم مستعار.
عندما كان تارار طفلاً، لاحظ أبواه أنه يمتلك شهية كبيرة، وعندما أصبح مراهقاً، كان باستطاعته أكل ربع عجل يومياً، أي ما يعادل وزن تارار نفسه آنذاك. ولكن في هذه الفترة، أدرك أبواه أنهما لن يستطيعا تحمل نفقات طعام ابنهم، فقاما بطرده من المنزل. ليجد تارار نفسه يسافر عبر مدن فرنسا بصحبة فرقة متنقلة من السارقين والعاهرات يتسول ويسرق من أجل الطعام، قبل أن يصبح عرضه العرض الافتتاحي لفرقة من المشعوذين. كان تارار يجذب الجمهور بقدرته الخارقة على أكل سدادات الزجاجات، والأحجار، والحيوانات الحية، كما كان تارار يبهر جمهوره بقدرته على ابتلاع محتويات سلة مليئة بثمرات كاملة من التفاح تباعاً. والملاحظ أن تارار كان يقبل على التهام مثل هذه الأشياء بشهية واضحة، فكان مثلاً يفضل أكل لحم الثعابين.
في عام 1788، سافر تارار إلى باريس ليعرض فقرته بشوارعها. ويبدو أن عروض تارار بباريس لاقت نجاحاً كبيراً، إلا أن تارار أصيب في إحداها بحالة انسداد معوي شديدة. نقله على إثرها أفراد من جمهوره إلى مشفى ديو دي باريس، حيث عولج بأنواع من الملينات قوية المفعول. وبعدما أتم شفائه، عرض تارار على د.جيرو (الطبيب الذي عالجه)، أن يأكل ساعته وسلسلته ليؤكد أنه استرد عافيته، ولكن الطبيب هدد تارار أنه إن فعل، فسوف يشق بطنه ليستخرج منها متعلقاته.

## شكله وسلوكه
بالرغم من عاداته الغذائية الغريبة، كان تارار رشيقاً متوسط الطول؛ فقد كان وزنه في عمر السابعة عشر يساوي 100 رطل فقط، أي ما يعادل 45 كيلوغرام. وصف شعر تارار بكونه ناعماً جداً، بينما وصف فمه بأنه واسع جداً ذو أسنان ملطخة ببقايا الطعام الغريب الذي كان يتناوله، وتغطيه شفاه صغيرة جداً، تكاد تكون غير مرئية.
كان جلد تارار غريباً، بحيث كان مترهل جداً لدرجة أنه كان يستطيع لف جلد بطنه حول خصره، عندما يكون بطنه خاوياً، وعندما كان تارار يأكل بشراهة، كانت بطنه تأخذ شكل بالون ضخم. بينما كان جلد خديه مجعد بشدة، وقد كان هذا هو السر وراء قدرة تارار على وضع 12 بيضة أو 12 تفاحة في فمه، في وقت واحد. وكذلك كان جسم تارار ساخناً ودائم التعرق، لذا كان تارار يعاني من رائحة جسد كريهة للغاية؛ «كانت رائحة تارار المنفرة تلك قوية، بحيث كان باستطاعة الناس شمها على بعد 20 خطوة منه». وقد كان من الملاحظ أن هذه الرائحة البشعة كانت تصبح لا تطاق بعد أن يتناول تارار طعامه الغريب، كما كان الدم يندفع بشدة إلى عينيه وخديه، وكذلك كان يندفع من جسده بخار ذو رائحة كريهة، وبعد ذلك كان تارار يدخل في نوبة إرهاق؛ يتنفس فيها بصعوبة ويتجشأ بصوت عال ويحرك فكيه وكأنه يبتلع شيئاً. كان تارار يعاني من حالة إسهال مزمن، قال عنه الأطباء أن رائحته كانت «نتنة جداً، إذا ما قورنت بالحالات الطبيعية». وبالرغم من تناول تارار لكميات ضخمة من الطعام، فإنه لم يكن يتقيأ كثيراً، ولم يكن يزداد سمنة أيضاً. وبصرف النظر عن عادات تارار الغذائية الغريبة، فإن معاصريه لم يلحظوا عليه أية خلل عقلي أو سلوكي، باستثناء حالة من التبلد الدائم في الإحساس، بالإضافة «لغياب تام للقوة البدنية، يصاحبه غياب التفكير المنظم».
لم يكن السبب وراء سلوك تارار الغريب معروفاً، فلم تحظى الحالات المعاصرة لتارار، ممن ظهرت عليهم بعض سلوكه، بالتشريح، على العكس من جثة تارار التي شرحت بعد موته. بيد أن التاريخ المعاصر لم يشهد تسجيل حالة تشبه حالة تارار.  ومن المعروف طبياً أن فرط الدرقية من شأنه تحفيز الشهية بشدة، وإنقاص الوزن بسرعة أيضاً. ويقترح بوندسن (2006) أن تارار كان يعاني من ضمور في اللوزة الدماغية؛ والذي يسبب البطنة عند الحيوانات.

## الخدمة العسكرية
انضم تارار لجيش الثورة الفرنسية فور اندلاع حرب التحالف الأول. ولكن لسوء حظه لم تكن وجبات الجيش كافية لإشباع شهيته. لذا كان تارار يقوم ببعض مهام الجنود الآخرين نظير جزء من طعامهم، ولكن يبدو أن هذا أيضاً لم يكن ليكفي شهيته؛ فقد كان تارار يبحث عن بقايا الطعام، ولأن هذا أيضاً لم يكن ليرضي شهيته الكبيرة، أصيب تارار بحالة من الإعياء الشديد، أحيل على إثرها إلى المشفى العسكري بسولز. بالمشفى، كانت تصرف أربع وجبات يومياً لتارار، ولكنه كان أيضاً يبحث عن الطعام في أكوام القمامة، ويأكل بقايا طعام المرضى الآخرين، ويتسلل إلى الصيدلية ليأكل الضمادات. لم يستطع قادة تارار في الجيش فهم عاداته الغذائية الغريبة تلك، لذا أمر تارار بالبقاء بالمشفى لإجراء بعض التجارب الفيسيولوجية، التي وضعها د. كورفل، عليه، .
«كانت القطط والكلاب تهرب في ذعر شديد عند رؤيته، وكأنها تعرف المصير الذي يعده تارار لها»
قرر كلاً من الطبيبان كورفل وبرسي قياس مدى شهية تارار؛ كان الأطباء يقيدون تارار في حضور الطعام، إلا أنهم في هذه التجربة الأولى دعوة للإقبال على وجبة كبيرة، أعدت في الأساس لخمسة عشرة عامل، التهم تارار الوجبة التي كانت تتكون من: فطيرتين لحم كبيرتين، وأطباق من الدهون والملح، بالإضافة إلى أربع غالونات من اللبن، قبل أن ينام بعد انتهائه مباشرة من الأكل. وقد لاحظ د. كورفل، بعد التجربة، أن بطن تارار أصبح مشدوداً ومتضخماً، وكأنه بالون كبير.
وفي تجربة أخرى، قدمت لتارار قطة حية، فبدأ تارار بفتح بطنها بأسنانه لامتصاص دمها، ثم قام بأكل لحم وجلد وفراء القطة، متفادياً العظم. وبعد ذلك تقيأ تارار الجلد والفراء. وبعد ذلك قدمت لتارار مجموعة أخرى من الحيوانات المُختلفة كالثعابين، والسحالي، والجراء، حيث استطاع تارار أكلهم جميعاً، وفي واقعة أخرى، قام تارار بابتلاع سمكة ثعبان كاملة، بعد أن كسر رأسها بأسنانه.

### عمله رسولًا بالجيش
بعد عدة أشهر من التجارب الطبية التي قضاها تارار بالمشفى العسكري، كان هناك ضغط قوي من السلطات العسكرية لإعادة تارار للخدمة العسكرية مرة أخرى. إلا أن د. كورفل كان حريصاً على التعرف على كلاً من عادات تارار الغذائية ونظامه الهضمي، لذا تقدم الطبيب باقتراح للفريق ألكسندر دي بوارنيه لاستغلال قدرات تارار الخارقة لخدمة جيش الثورة. ولتعزيز فكرته، قام د. كورفل بوضع وثيقة داخل صندوق خشبي، ومن ثم قام الطبيب بإطعام تارار هذا الصندوق، وبعد ذلك بيومين، استخرج الصندوق من براز تارار، حيث كانت الوثيقة لا تزال صالحة للقراءة. وبعد نجاح تلك التجربة، كان د.كورفل واثقاً في فكرة تعيين تارار رسولاً بالجيش؛ ينقل الوثائق السرية من فرنسا إلى القوات الفرنسية التي تقاتل في أرض الأعداء، بدون وجود أية خطورة من وراء تفتيشه، وبالتالي لن تكون هناك ثغرة لاكتشاف الوثائق التي يخفيها تارار.
استُدعي تارار بعد ذلك، لاستعراض قدراته أمام دي بوارنيه وقادة جيش الراين الآخرين، حيث أعجب الجميع به وأعطوه عربة يدوية محملة بثلاثين رطل من كبد الثيران غير المطبوخة،  ليلتهمها تارار فوراً أمام القادة المجتمعين.
وعقب النجاح الباهر الذي حققه هذا الاستعراض، تم تعيين تارار عميل لصالح جيش الراين. وبالرغم من أن الفريق دي بوارنيه كان على أتم الثقة من قدرات تارار العضوية، فإنه لم يكن يثق كثيراً بقدراته العقلية؛ الأمر الذي دفعه لعدم المخاطرة بوثائق عسكرية هامة، في أول مهمة لتارار. كانت مهمة تارار الأولى هي حمل رسالة لكولونيل محتجز لدى القوات البروسية بمدينة نويشتات. أُخبر تارار أن الوثائق التي يحملها وثائق سرية ذات أهمية عسكرية كبيرة، بيد أنها كانت مجرد برقية صغيرة كتبها دي بوارنيه للكولونيل المحتجز، تطلب منه كتابة رد على هذه البرقية يفيد باستلامها، ومن ثم إعطاء أية معلومات عن تحركات فيالق الجيش البروسي.
عبر تارار الخطوط البروسية تحت جنح الظلام، متخفياً في زي فلاح ألماني، لم يكن تارار يستطيع التحدث باللغة الألمانية لذا أثار وجوده شكوك المواطنين المحليين، الذين قاموا بدورهم بتنبيه القوات البروسية، التي قبضت عليه خارج مدينة لانداو الألمانية. لم يظهر التفتيش الذاتي لتارار أية أدلة اتهام، ولم ينجح الجلد بالسياط في انتزاع الاعتراف بشأن المهمة منه. وحتى عند عرضه على الفريق زوغلي، القائد البروسي للمنطقة العسكرية، رفض تارار الاعتراف، فأمر الفريق بسجنه. ولكن بعد مرور أربع وعشرون ساعة على اعتقاله، لأن تارار واعترف بطبيعة مهمته لحراسه. بعد هذا الاعتراف غير المباشر، قُيد تارار للمرحاض، حيث أخرج الصندوق الخشبي الذي مر على ابتلاعه 30 ساعة.
أوردت بعض المصادر أن الفريق زوغلي لم يستطع استخراج الصندوق، لأن تارار استطاع أن يخرجه ثم يبتلعه ثانية، قبل أن تلحظه الجنود البروسية. ولكن معظم المصادر تشير إلى أن تارار استخرج الصندوق بالفعل، بعد أن أخبر الفريق زوغلي بأن الوثائق التي يحملها تحوي معلومات استخباراتية حيوية، مما جعل القائد العسكري يستشيط غضباً عند رؤية رسالة الفريق دي بوارنيه الزائفة، حيث أمر بأخذ تارار إلى المقصلة، حيث لف الحبل حول عنقه، وكان على وشك الموت شنقاً، إلا أن الفريق زوغلي رق لحال تارار في اللحظة الأخيرة، فأمر بحله وضربه بشدة، وإرساله إلى نقطة بالقرب من الخطوط الفرنسية.

## محاولات علاجه
بعد تلك الحادثة عاد تارار إلى المشفى العسكري مرة أخرى، بعد أن فقد الرغبة في القيام بأي مهمة عسكرية أخرى، حيث أخبر د.برسي أنه مستعد للخضوع لأي علاج لشهيته. استخدم د. برسي الأفيون لعلاج تارار، ولكنه لم يأتِ بنتيجة، فاستخدم الخل، والخمر وأقراص التبغ، ولكنها لم تفلح أيضاً، وكذلك حاول الطبيب معالجة تارار بإطعامه كميات كبيرة من البيض نصف المسلوق، ولكن هذا أيضاً لم يفلح في تقليص شهيته.
باءت كافة محاولات التحكم في نظام تارار الغذائي بالفشل الذريع، حيث أنه كان يتسلل خارج المشفى للبحث عن السقط في محلات القصابين، كما أنه كان يتسابق مع الكلاب للحصول على بقايا الطعام وجيف الحيوانات الموجودة بأكوام القمامة، والطرق، والبالوعات. وكذلك اكتُشف تارار، عدة مرات، وهو يشرب دم المرضى الذين يخضعون للصفد، وعثر عليه غير مرة وهو يحاول التسلل للمشرحة لأكل جثامين الموتى. كان معظم الطاقم الطبي بالمشفى العسكري يرى أن تارار مختل عقلياً ويجب نقله إلى مصحة نفسية، إلا أن د. برسي استطاع أن يبقي تارار بالمشفى لاستكمال تجاربه عليه.
بعد فترة وجيزة، اختفى طفل صغير يبلغ من العمر أربعة عشر شهراً، واتهم تارار فوراً بأكل هذا الطفل، حيث أن د. برسي لم يستطع، أو لم يرغب بالدفاع عن تارار، مما جعل العاملين بالمشفى يطردون تارار منها للأبد.

## وفاته
بعد تلك الحادثة بأربع سنين، أي في عام 1798، اتصل مشفى مسيو تسير بمدينة فرساي، بالدكتور برسي لتخبره أن هناك مريضًا يطلب رؤيته. بالطبع كان المريض هو تارار ذاته، ولكنه تلك المرة كان سقيماً طريح الفراش أخبر تارار طبيبه السابق أنه قد ابتلع شوكة ذهبية منذ عامين، وهو يظن أن انحباسها في جوفه هو السبب وراء مرضه الحالي، بيد أن د. برسي أدرك أن تارار يعاني من مرحلة متأخرة من مرض السل. وبعدها بشهر، كان تارار يعاني من الإسهال الذي استمر حتى موت تارار بعد ذلك بفترة قصيرة.
تعفنت الجثة بسرعة، ورفض جراحو المشفى تشريحها. ولكن د. تسير كان لديه فضول لمعرفة الاختلافات التشريحية بين تارار والإنسان الطبيعي، كما أنه كان يود أن يرى إذا ما كانت الشوكة الذهبية محتبسة في جوفه بالفعل أم لا. أثناء التشريح بدا للأطباء أن مريؤه أكبر من الحجم الطبيعي بكثير، بحيث أن الأطباء استطاعوا رؤية قناة واسعة من بلعومه إلى معدته، عند فتح فكيه. كما أن جسم تارار كان مليئاً بالقيح; بينما كانا كلاً من كبده وكيس عصارته المرارية أكبر من الحجم الطبيعي بكثير، وكذلك كانت معدة تارار ضخمة وبها آثار قرحة هضمية، باختصار استطاع الأطباء التوصل إلى حقيقة كبر حجم جهاز تارار الهضمي، وخاصة معدته التي كانت تملأ معظم مساحة التجويف البطني، إلا أنهم لم يستطيعوا رؤية أثر الشوكة الذهبية.